# Оберкаппель
Оберкаппель (нем. Oberkappel) — ярмарочная коммуна (нем. Marktgemeinde) в Австрии, в федеральной земле Верхняя Австрия.
Входит в состав округа Рорбах. Население составляет 749 человек (на 31 декабря 2005 года). Занимает площадь 12 км². Официальный код — 41324.

## Политическая ситуация
Бургомистр коммуны — Карл Капфер (АНП) по результатам выборов 2003 года.
Совет представителей коммуны (нем. Gemeinderat) состоит из 13 мест.
- АНП занимает 9 мест.
- СДПА занимает 3 места.
- АПС занимает 1 место.

## Книги
Домашняя книга Оберкаппель (Heimatbuch Oberkappel) - книга Франца Хауэра и Эрнста Фишера (Рыночный городок Оберкаппель, 2009 г.)

## География
Оберкаппель имеет площадь 12 км². Муниципалитет расположен на севере штата Верхняя Австрия, на крайнем севере Австрии. Обе границы с Германией и Чехией находятся недалеко.

## Спорт и отдых
Через это место проходят европейские пешеходные маршруты E8 и E10. E8 проходит из Ирландии, в частности, через Нидерланды (называемые Oeverloperpad и Lingepad в Нидерландах) через Германию, север Австрии и Словакии до границ Польши и Украины, а также включает участок в Болгарии с будущей целью Стамбул в Турции. E10 идет из Лапландии и проходит через Финляндию, бывшую ГДР, Чешскую Республику и Австрию до Больцано / Больцано на севере Италии; Планируется продлить маршрут через Францию и восточное побережье Испании до Гибралтара.

## История
Место изначально находилось в Хохштифте Пассау. Согласно Земельной книге Раннаридля от 1581 года, Оберкаппель принадлежал приходу Wegscheid. В 1783 он стал самостоятельным приходом. Во время секуляризации 1803 года место с большей частью области Hochstiftischen попало в руки эрцгерцога Фердинанда Тосканского и его электората Зальцбург. Затем в 1805 году это место перешло в Баварию. Оберкаппель принадлежит Верхней Австрии с 1814 года и с тех пор является пограничным городом с Баварией.
После присоединения Австрии к Германской империи в 1938 году это место принадлежало Гау Обердонау. Во время Второй мировой войны Оберкаппель был местом, где союзные войска впервые вошли на территорию Австрии. После 1945 года произошло восстановление Верхней Австрии.
Сегодня Оберкаппель - небольшой туристический городок.

## Известные оберкаппеллеры
- Фридль, Франц Р. (1892-1977), композитор